# خانه حسنی
منزل حسنی مربوط به اواسط دوره قاجار است و در شیراز، بازار حاجی، ابتدای کوچه زنیجیر خانه واقع شده و این اثر در تاریخ ۲۶ آذر ۱۳۵۶ با شمارهٔ ثبت ۱۵۰۸ به‌عنوان یکی از آثار ملی ایران به ثبت رسیده است.